# Pierre-Jean Beckx
Pierre-Jean Beckx (Zichem, 5 febbraio 1795 – Roma, 4 marzo 1887) è stato un gesuita belga, Preposito Generale dell'ordine dal 2 agosto 1853 alla morte.

## Biografia
Di modeste origini, entrò nella Compagnia quando era già sacerdote: nel 1851 venne nominato rettore del collegio gesuita di Lovanio, e l'anno successivo venne nominato superiore provinciale d'Austria. Il suo generalato, seguito a quello di padre Roothaan, vide un incredibile incremento del numero dei membri della Compagnia, salito da circa 5.000 unità ad oltre 12.000. Notevole fu la sua influenza durante il pontificato di Pio IX, che gli valse l'epiteto di "Papa nero". Era noto per la sua rigidità nei confronti di carbonari, repubblicani e rivoluzionari.